# Zwingenberg (Badenia-Wirtembergia)
Zwingenberg – miejscowość i gmina Niemczech, w kraju związkowym Badenia-Wirtembergia, w rejencji Karlsruhe, w regionie Rhein-Neckar, w powiecie Neckar-Odenwald, wchodzi w skład związku gmin Neckargerach-Waldbrunn. Leży nad Neckarem, ok. 10 km na północny zachód od Mosbach, przy drodze krajowej B37 i linii kolejowej Mannheim–Heilbronn–Stuttgart.